# Sphecodes bischoffi
Sphecodes bischoffi là một loài Hymenoptera trong họ Halictidae. Loài này được Meyer mô tả khoa học năm 1925.